# Joachim Christian von Blumenthal

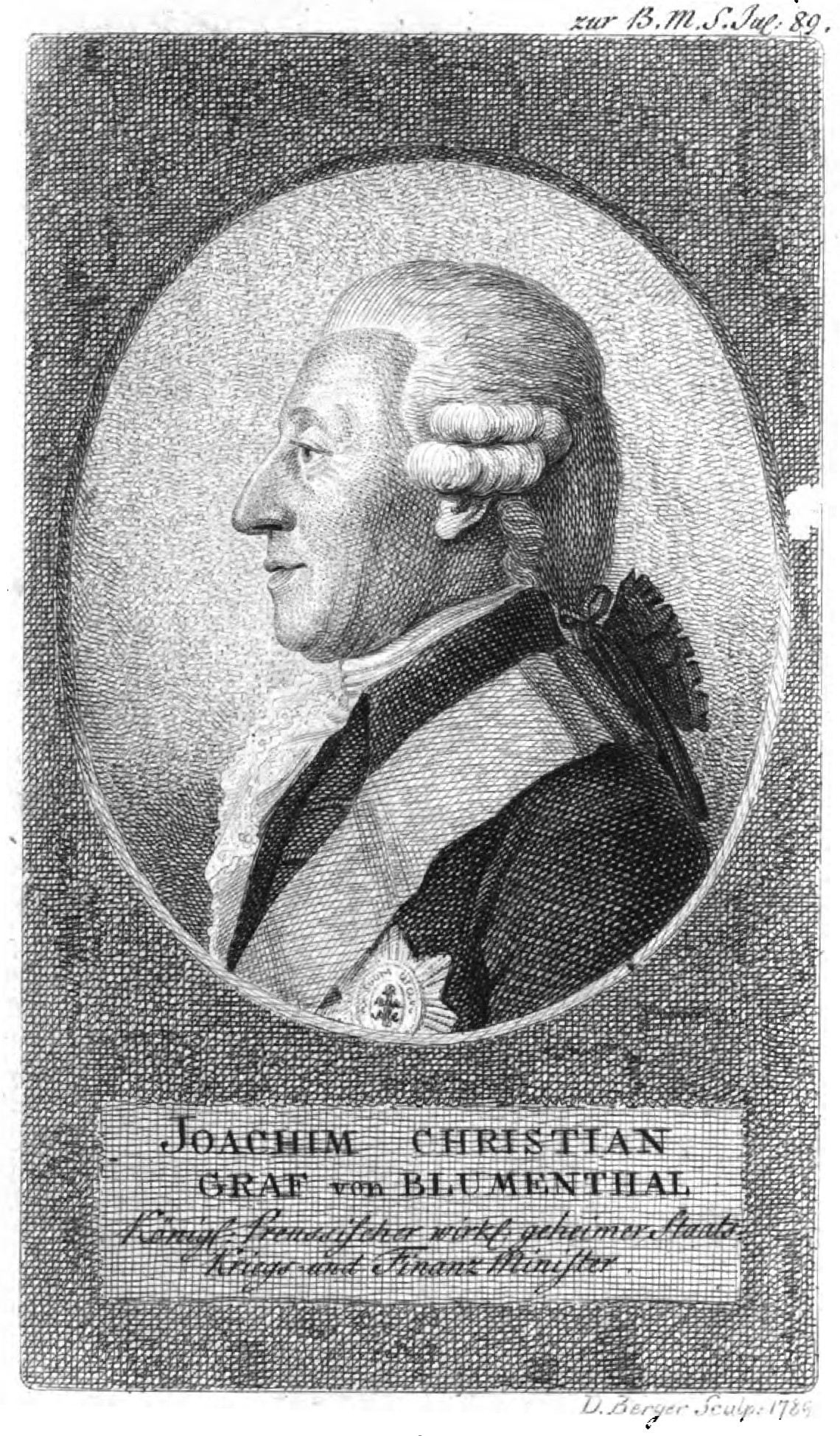
Joachim Christian Graf von Blumenthal (Quelle: „Berlinische Monatsschrift“, Juli–Dezember 1789)

Joachim Christian Graf von Blumenthal (* 6. Dezember 1720 auf Gut Quackenburg; † 17. März 1800 in Berlin) war Minister beim preußischen Generaldirektorium.

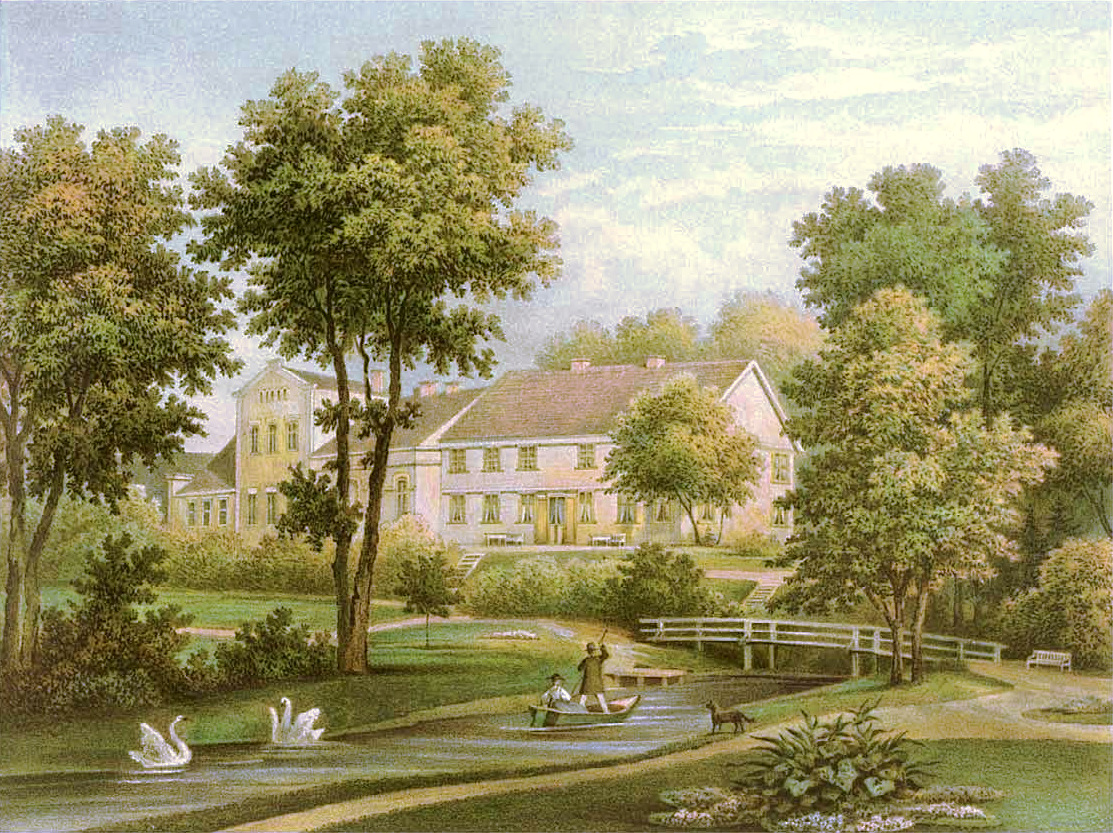
Gut Quackenburg um 1860, Sammlung Alexander Duncker

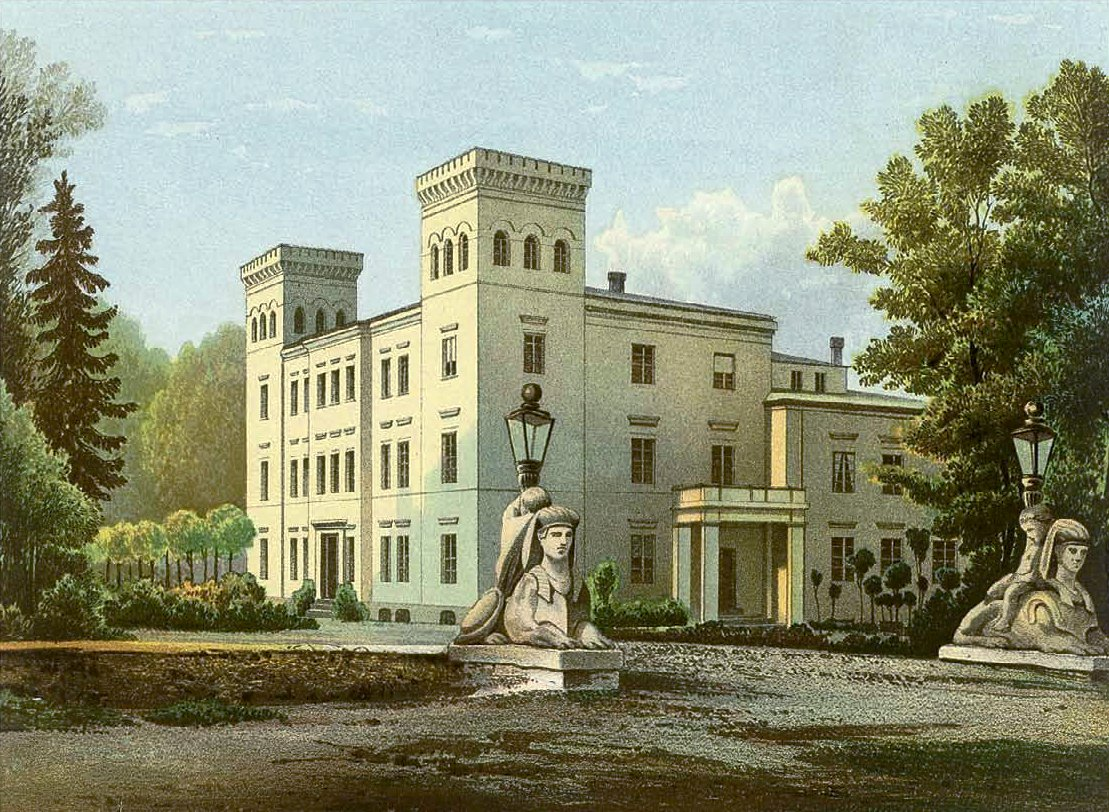
Schloss Steinhöfel um 1860, Sammlung Alexander Duncker

## Leben

### Herkunft
Seine Eltern waren Heinrich Albrecht von Blumenthal (1693–1767), Gutsherr auf Quackenburg, und dessen Ehefrau Anna Katharina Elisabeth, geborene von Lettow (1702–1743) aus dem Haus Machmin. Seine Brüder Georg Ewald und Werner Heinrich (1725–1804) waren ebenfalls preußische Militärs.

### Karriere
Blumenthal war Erbherr auf Steinhöfel in Brandenburg, Groß Möllen in Pommern, Loiste und hatte darüber hinaus weiteren Besitz. Er trat in den Staatsdienst als Auskultator ein. Im Jahr 1743 wurde er zum  Kriegs- und Domänenrat ernannt. In dieser Funktion arbeitete er zunächst bei der Kriegs- und Domänenkammer in Gumbinnen und wechselte 1746 nach Königsberg. Im Jahr 1755 wurde er Präsident der Kriegs- und Domänenkammer in Magdeburg. In dieser Funktion wurde Friedrich II. auf ihn aufmerksam und ernannte Blumenthal im Jahr 1763 zum wirklichen Geheimen Staats-, Kriegs- und dirigierenden Minister und zum Vizepräsidenten des General-Ober-Finanz-Kriegs- und Domainen-Direktorium in Berlin. Dort war er zuständig für die Provinzen Preußen und Litauen. Außerdem unterstand ihm der Tresor der Behörde. Auch die Verwaltung der Salinen und anderer Salzsachen unterstand seiner Verwaltung. Im Jahr 1769 wechselte er die Zuständigkeiten und war von nun an für Pommern und die neumärkischen Gebiete zuständig. 
König Friedrich Wilhelm II. erhob Blumenthal am 2. Oktober 1786 in den preußischen Grafenstand, die kurfürstlich sächsische Anerkennung des Grafenstandes folgte erst am 31. Oktober 1795.
Im Jahr 1786 wurde ihm auch die Amtshauptmannschaft in Treptow an der Rega mit einem jährlichen Gehalt von 500 Talern übertragen. Ein Jahr später erhielt er den Schwarzen Adlerorden. Im Jahr 1798 schied Blumenthal auf eigenen Wunsch aus dem Staatsdienst aus, behielt aber bis zum Lebensende die Aufsicht über den Tresor des Generaldirektoriums.

### Familie
Blumenthal heiratete in erster Ehe am 2. Oktober 1749 auf Gut Groß Machmin Katharina Sophie Auguste von der Groeben (1728–1766), die Tochter des Staatsministers Wilhelm Ludwig von der Groeben (1690–1760). Das Paar hatte folgende Kinder:
- Elisabeth Luise Wilhelmine Amalie Henriette (1760–1826) ⚭ Freiherr Ernst-Georg von Steinberg-Bodenberg († 1797)
- Friederike Amalie Albertine (* 1763) ⚭ Graf Friedrich Heinrich von Podewils (1746–1804)
- Ferdinand Friedrich Heinrich Christian (1765–1778)
- Charlotte Auguste Johanna Luise (1766–1835) ⚭ Valentin von Massow (1752–1817), Obermarschall von Preußen und Intendant der königlichen Schlösser

In zweiter Ehe heiratete er im Jahr 1781 Louise Wilhelmine von Polenz (1740–1792), die Tochter des Wilhelm von Polenz und der Marie Elisabeth von Flanss.
Männliche Nachkommen hinterließ er nicht.